# William Chauvenet
William Chauvenet, född 24 maj 1820 i Milford, Pennsylvania, USA, död 13 december 1870 i St. Paul, Minnesota, var en amerikansk matematiker och astronom, som var professor i matematik och astronomi vid Washington University in St. Louis. Han är mest känd för sin länge använda lärobok "Manual of spherical and practical astronomy".

## Biografi
Chauvenet var son till Guillaume Marc Chauvenet, en före detta soldat i Napoleons armé som återkonverterades i sidenhandel efter kejsarens fall, och Mary B. Kerr och växte upp i Philadelphia. Han började studera vid Yale University vid 16 års ålder och tog examen 1840 med höga betyg. Under tiden på Yale bidrog han till skoltidningen och var pianist i Beethoven Society. Han var en av åtta grundande medlemmar i Skull and Bones Society.

## Karriär och vetenskapligt arbete
År 1841 utnämndes Chauvenet till professor i matematik i USA:s flotta och tjänstgjorde ett tag på USS Mississippi och undervisade i matematik. Hans professur fick honom att se nödvändigheten av en amerikansk marinakademi. Även om andra hade föreslagit idén hade ingen verkligen tagit tag i den. År 1842 utnämndes han till chef för marinskolan i Philadelphia, Pennsylvania. På Naval School deltog blivande officerare i en åtta månaders kurs innan de gick i tjänst. Chauvenet kände att kursen var otillräcklig och tog fram en egen plan för en tvåårig kurs. Kursen presenterades för flera befälhavare i flottan och accepterades slutligen 1845.
Chauvenet medverkade i grundandet av United States Naval Academy i Annapolis, Maryland 1845 och undervisade där i flera år. Han var ordförande i den akademiska styrelsen och ingick 1851 i en styrelse som rekommenderade att studietiden skulle förlängas till fyra år. Chauvenet undervisade i många ämnen, såsom matematik, lantmäteri, astronomi och navigering. Han hjälpte till att etablera ett astronomiskt observatorium vid marinakademin. Chauvenets bidrag var så viktiga att amiral S.R. Franklin 1890 utropade honom till "Father of the Naval Academy". En bronsplakett installerades med denna inskription 1916, på uppdrag av kongressen.
År 1855 avböjde han Yales erbjudande om en professur i matematik för att kunna fortsätta arbeta vid Naval Academy i Annapolis.
År 1859 kom ett nytt erbjudande från Yale igen och den här gången om professuren i astronomi och naturfilosofi. Istället antog Chauvenet en tjänst som erbjöds av Washington University in St. Louis, som professor i matematik och astronomi. Han förde med sig ett djup intresse för musik och en förtrogenhet om klassikerna, och förutom att vara en framstående person i vetenskapens värld, noterades han av många historiker som en av de främsta matematiska sinnena i USA före inbördeskriget. Det var Chauvenet som matematiskt bekräftade James B. Eads planer på den första bron som skulle sträcka sig över Mississippifloden vid St. Louis. Universitetets direktörer valde honom till kansler efter att hans vän och Yale-klasskamrat Joseph Hoyt dog 1861. Han tillträdde sitt kanslerskap mitt under inbördeskriget i en stat som var delad i frågan om slaveriet.
Washington University växte under hans kanslerskap och lade till dussintals professorer, hundratals studenter och flera nya program, inklusive lagskolan 1867. Han fungerade som vise ordförande för United States National Academy of Sciences och ordförande för American Association for the Advancement of Science och var ledamot i både American Philosophical Society och American Academy of Arts and Sciences.
Chauvenet författade många avhandlingar och läroböcker, såsom A Manual of Spherical and Practical Astronomy och Theory of the Ribbed Arch. Hans och Charles Pfeiffers beräkningar användes av James Buchanan Eads vid utformningen och byggandet av Eads Bridge i St. Louis.
Chauvenet tjänstgjorde som kansler fram till sin död 1870. William Greenleaf Eliot, grundare av Washington University, efterträdde honom som kansler.

## Utmärkelser och hedersbetygelser
- John Scott-medaljen,  1852[4]

[Redigera Wikidata]
Efter hans död inrättade Mathematical Association of America ett prestigefyllt pris till hans ära, Chauvenet prize.
Sjökrigsskolan namngav en matematikbyggnad åt honom och den amerikanska flottan döpte två fartyg efter honom, USS Chauvenet (AGS-11) och Chauvenet (AGS 29).
Chauvenetkratern på månen är också uppkallad efter honom och Mount Chauvenet i Klippiga bergen är uppkallad efter honom.